# MBN 월화 드라마
MBN 월화 드라마는 MBN에서 매주 월요일부터 화요일에 방송 중인 드라마 프로그램이다.
미니 시리즈 드라마 형식으로 방송 중이다.

## 방송 시간
| 방송 채널 | 방송 기간                   | 방송 시간                                       | 방송 분량  |
| --------- | --------------------------- | ----------------------------------------------- | ---------- |
| MBN       | 2020년 10월 5일 ~ 11월 24일 | 매주 월요일 ~ 화요일 오후 11시 ~ 오전 12시 10분 | 1시간 10분 |

## 작품 목록
- 아래 프로그램은 2002년 11월 이후 시청 가능 연령을 표시하는 드라마 프로그램 등급 제도를 의무적으로 시행하여 현재까지 이어지고 있습니다.
- 2017년 3월 1일부터 TV 프로그램 등급 표시 외에 주제, 폭력성, 선정성, 언어, 모방 위험 등 분류 사유 표시를 의무적으로 시행하고 있습니다.

### 2020년대

#### 2020년
- 《나의 위험한 아내》 : 2020년 10월 5일 ~ 2020년 11월 24일

## 같이 보기
- KBS 2TV 월화 드라마
- MBC 월화 드라마
- SBS 월화 드라마
- TV조선 월화 드라마
- JTBC 월화 드라마
- 채널A 월화 드라마
- tvN 월화 드라마
- ENA 월화 드라마